# فوكسي براون
فوكسي براون (بالإنجليزية: Foxy Brown)‏ هي مطربة راب أمريكية شهيرة من أصل هايتي ولدت سنة 1978 في نيويورك واسمها الأصلي اينغا مارشان.
تعتبر «فوكسي براون» أحد أوائل مطربات الراب في العالم وقد حققت نجاحا كبيرا وشهرة عالمية ساحقة وخصوصا خلال فترة نهاية التسعينات وبداية الألفينات.

## روابط خارجية
- فوكسي براون على موقع IMDb (الإنجليزية)
- فوكسي براون على موقع ميوزك برينز (الإنجليزية)
- فوكسي براون على موقع إن إن دي بي (الإنجليزية)
- فوكسي براون على موقع أول ميوزيك (الإنجليزية)
- فوكسي براون على موقع أول ميوزيك (الإنجليزية)
- فوكسي براون على موقع ديسكوغز (الإنجليزية)
- فوكسي براون على موقع ديسكوغز (الإنجليزية)
- فوكسي براون على موقع قاعدة بيانات الفيلم (الإنجليزية)